# Hans Mühlethaler
Pour les articles homonymes, voir Muhlethaler.
Œuvres principales
- An der Grenze (1963)
- Zutreffendes ankreuzen (1968)
- Die Gruppe Olten (1989)
- Das Bewusstsein - Ursache und Überwindung der Todesangst (2006)

Hans Mühlethaler, né le 9 juillet 1930 à Mungnau bei Zollbrück, sur le territoire de la commune bernoise de Lauperswil, et mort le 17 septembre 2016 est un écrivain et dramaturge suisse.

## Biographie
Mühlethaler travaille comme enseignant et organiste en Emmental avant de se dédier à la littérature. En 1963, sa pièce de théâtre de l'absurde An der Grenze (« à la frontière ») est jouée à plusieurs reprises au Schauspielhaus de Zurich et publié par Hans Rudolf Hilty dans son magazine littéraire Hortulus. Lors d'un séjour à Berlin de 1967 à 1968, Mühlethaler manifeste pour la Kommune 1 et participe aux Mouvements sociaux contre la Guerre du Viêt Nam.
Pour son livre de poèmes Zutreffendes ankreuzen (« cocher les cases correspondantes »), publié en 1968, il reçoit le Prix de littérature du canton de Berne. De 1971 à 1987, il fut secrétaire de l'association du Groupe d'Olten ; en tant que tel, il est aussi cofondateur de ProLitteris.
Ses romans, orientés vers une critique sociale, furent publiés, entre autres, par la maison d'édition Zytglogge.
Dans ses dernières œuvres, il travaille, de manière philosophique, sur la conscience, la peur de la mort, la vieillesse et la mort. Son livre Das Bewusstsein - Ursache und Überwindung der Todesangst (« La conscience - ses causes et possibilités pour surmonter la peur de la mort ») est considéré comme son œuvre philosophique principale[réf. nécessaire]. Après plusieurs années de séjour à Paris, ville à laquelle l'écrivain dédie ses poèmes Pariser Innenhof (2011) et le roman autobiographique Der leere Sockel (2000), il vit maintenant à la Münstergasse à Berne. Mühlethaler est membre de l'association des autrices et auteurs de Suisse. Il est marié et père de cinq enfants.

## Publications (sélection)

### Monographies
- An der Grenze. 1964.  (ISBN 978-3-8334-6570-3)
- Zutreffendes ankreuzen. 1967.
- Außer Amseln gibt es noch andere Vögel. 1969.
- Die Fowlersche Lösung. 1978.  (ISBN 3-7296-0079-6)
- Die Gruppe Olten.  (ISBN 3794130243)
- Abschied von Burgund. 1991.  (ISBN 3-7296-0378-7)
- Der leere Sockel.  (ISBN 978-3-8311-0398-0)
- Das Bewusstsein : Ursache und Überwindung der Todesangst.  (ISBN 978-3-8334-4914-7)
- Frühe Gedichte und Prosatexte. 2008.  (ISBN 978-3-8334-9165-8)
- Sternzeichen Krebs. 2009.  (ISBN 978-3-8370-8853-3)
- Evolution und Sterblichkeit. 2010.  (ISBN 978-3-8391-3355-2)
- Pariser Innenhof. 2011.  (ISBN 978-3-8391-3609-6)

### Anthologies (chapitres)
- Dieses Buch ist gratis. 1971.
- Gut zum Druck. 1972.
- Die Entstehung der Gruppe Olten oder die Verteidigung gegen die Zivilverteidigung, in: Taschenbuch der Gruppe Olten, 1974, p. 301–308.
- Schweiz heute. 1976.